# Чёрный дембель
Чёрный дембель — персонаж армейского фольклора, воплощённый на экране Валерием Иваковым в художественном фильме Романа Качанова «ДМБ» (2000).

## Происхождение
Происхождение явления  относится к более раннему периоду времени, и, скорее всего, связано с возникновением так называемых дембельских традиций в Вооружённых силах, так как в современных Вооружённых Силах Российской Федерации Чёрным дембелем в шутку называют солдата срочной службы, прослужившего больше положенного ему срока службы из-за конфликтов с офицерами и прапорщиками (также «Чёрными дембелями» в некоторых частях называют самых последних увольняющихся из призыва).

## Описание персонажа

В одной артиллерийской части под Киевом служил один дембель…

Согласно определению термина Чёрный дембель в словаре современной лексики, это:

Нечто вроде «Призрака оперы». Существует в каждой воинской части, имеющей продолжительную историю и боевой путь. Имеет множество различных материальных воплощений, которые варьируются от части к части в рассказах, передаваемых в форме устного фольклора.

В фильме «ДМБ» печальную историю «Чёрного дембеля» рассказывает каптёр Гера Либерман в исполнении режиссёра фильма Романа Качанова (озвучивал Владимир Вихров) одновременно с показом предыстории:
О! Это очень старая история. В одной артиллерийской части под Киевом служил один дембель. И оставалось ему служить три дня и три ночи. Очень дембель любил медсестру Олесю из соседнего с частью хутора. Должны они были пожениться. А в части ещё служил один прапор. Гад редкий. Он тоже на Олесю глаз положил. И как-то ночью, когда дембель уснул, прапор подкрался к нему с красным пожарным топором и отрубил голову. Послали дембеля в гробу с пришитой головой домой. Написали, мол, погиб ваш сынок за родину — с дерева упал на топор.
Прошло два года. Отплакала Олеся все слёзы и за прапора-душегуба замуж собралась. В общем, собрались свадьбу играть. Собрались все: и комполка пришёл, и замполит, и прапоровы дружки. Тут стук в дверь. Входит какой-то мужик в капюшоне и блюдо с крышкой несёт. Поставил на стол перед молодыми. Те крышку открыли и видят — это дембельская голова отрубленная.
— Ты кто?! — крикнул прапор незнакомцу.
Голова на блюде глаза открыла и как закричит:
— Я — Чёрный дембель, твою мать! Ха-ха-ха!
Тут свет погас, а когда его включили, в доме все мёртвые лежали.

И с тех пор Чёрный дембель ходит по свету, ищет новую невесту, и нет его чёрной душе покоя.

## Экранизация
Сцена, в которой Чёрный прапор рубит голову Чёрному дембелю, является одним из многих макабрических мотивов, наполняющих фильм.
Номер военной части, в которой нёс службу Чёрный дембель из фильма «ДМБ», не называется, но согласно составителям словаря современной лексики, это бывшая 281-я Учебная самоходно-артиллерийская бригада, в/ч пп 95826 (ПГТ Девички, Киевской области; современный номер части — А0473, 6-й учебный артиллерийский полк).
Роль Чёрного дембеля в фильме «ДМБ», несмотря на свой символизм, была эпизодической, и её исполнитель, актёр Московского театра «Et cetera» Валерий Иваков, снимался в основном в эпизодических ролях. Наиболее известными отечественному телезрителю являются роль Игоря в телефильме «Московский декамерон» и роль Васькова в телесериале «Московская сага».

## Персонаж в искусстве
Екатеринбургским художником Валерием Корчагиным, в цикле его работ о «Чёрном дембеле», была представлена флэш-анимация на 3-м уличном фестивале видеоарта «Пусто» в Калининграде в 2004 г. и инсталляция в рамках выставки «Художник и оружие», демонстрировавшейся в 2005 г.. Тему военного мифологизма, сказочной смерти он пытался интерпретировать как нечто несимволизируемое вообще, хотя по словам Славоя Жижека является «реальнее реальности».

## В других экранизациях и у других авторов
В мистическом триллере Яна Нэза «Властелин старости», первая часть книги носит название «Чёрный дембель» и также посвящена одноименному персонажу. В книге Чёрный дембель — это лесной идол, обладающий телепортирующим свойством и отправляющий домой всякого, кто помажет его кровью из левого мизинца.
Фильм Андрея Прошкина «Солдатский декамерон» в прессе называют «Возвращением Чёрного дембеля». Аналогичным представляется четвёртый сезон телесериала «Lost».
В 17-м эпизоде 15-го сезона сериала «Солдаты» старослужащие решили пошутить над молодыми, придумав легенду о Чёрном дембеле, который произносил капитану фразу: Покурим, служивый?!. Офицер ответил ему: Вообще-то не курю, но прикурить дам.

## В музыке и стихах
Представителями альтернативного рока были записаны песни о Чёрном дембеле: 
 1) «Бахыт-Компот» — «Чёрный Дембель» (недоступная ссылка); 
 2) «Мурзилки International» — «Чёрный Дембель»; 
 3) «Кладбище Сердец» — «История о Чёрном Дембеле»; 
 4) Hula Hoop — The Black Dembel (недоступная ссылка)
В рецензии на произведения Эдуарда Шляпникова главного героя его стихов также сравнивают с Чёрным Дембелем:

Так кто же этот Солдат? 
Демон? Воланд? Ангел? Йодо? 
Страшный Чёрный Дембель!?

## «Я — Чёрный дембель, твою мать!»
В фильме Чёрный дембель не говорит ни слова. Но в беззвучной сцене свадьбы по губам героев можно прочитать следующее:
— Ты кто?! — крикнул прапор незнакомцу. 

— Я — Чёрный дембель, твою мать!
Фраза «Я — Чёрный дембель, твою мать!» вошла в ряд словарей и сборников под редакцией Александра Юрьевича Кожевникова.